# Kirby Bliss Blanton
Kirby Bliss Blanton (The Woodlands, Texas, 24 de octubre de 1990) es una actriz y modelo estadounidense. Es conocida principalmente por interpretar a Kirby en Project X (2012) y a Amy en la película de terror The Green Inferno (2013).

## Biografía y carrera profesional
Blanton nació el 20 de octubre de 1990 en The Woodlands, Texas, donde creció junto a sus padres y sus tres hermanos mayores. Su nombre, "Kirby" se debe a que sus padres esperaban tener un varón y su segundo nombre "Bliss", es el apellido de soltera de su madre. Comenzó su carrera modelando realizando anuncios comerciales en televisión. Más tarde, se trasladó a Los Ángeles junto a su madre donde permanecieron.
Kirby Bliss Blanton obtuvo su primer papel en 2004 en la serie Unfabulous de Nickelodeon, en dos episodios, en la que interpretó a Tiffany. En 2006 apareció como estrella invitada en diversas series como Zoey 101, Entourage y Hannah Montana, en esta última interpretó el papel de Becca Weller uno de los primeros intereses amorosos de Oliver Oken (Mitchel Musso).
Su primer papel cinematográfico fue en 2007, interpretando a Olympia Burrows, en la película de terror Scar dirigida por Jed Weintrob. Al año siguiente, apareció en la película Ball Don't Lie (2008) como Jamie Smith.
Luego de no haber estado presente durante un largo período en la actuación, es seleccionada como la protagonista femenina de la película Project X. En ella jugó el papel de Kirby, la amiga y el interés amoroso de Thomas (Thomas Mann). La película recibió críticas negativas por parte de la prensa sin embargo, recibió la aceptación positiva por parte del público. El portal Rotten Tomatoes, le dio una calificación del 28 %  basada en 132 reseñas, con una calificación promedio de 4.2/10, mientras que la aprobación pública fue del 61%.

## Filmografía

### Cine
| Año  | Película                 | Personaje       | Notas                |
| ---- | ------------------------ | --------------- | -------------------- |
| 2007 | Scar                     | Olympia Burrows | Coprotagonista       |
| 2008 | Ball Don't Lie           | Jamie Smith     | Personaje secundario |
| 2012 | Project X                | Kirby           | Coprotagonista       |
| 2013 | Candy from Strangers     | Marley          | Cortometraje         |
| 2013 | The Green Inferno        | Amy             | Coprotagonista       |
| 2013 | Pacific Coast Haze       | Piper           | Cortometraje         |
| 2015 | Chainsaw                 | Maddy           | Cortometraje         |
| 2016 | Suicide Note             | Molly White     | Personaje principal  |
| 2016 | Hot Bot                  | Kassidy         | Personaje secundario |
| 2016 | Tell Me How I Die        | Kristen         | Coprotagonista       |
| 2016 | Recovery                 | Jessie          | Personaje principal  |
| 2018 | Death Wish               | Bethany         | Personaje principal  |
| 2018 | Paint It Red             | Nancy           | Coprotagonista       |
| 2019 | Wish Man                 | Kitty Carlisle  | Coprotagonista       |
| 2019 | Ring Ring                | Amber           | Personaje principal  |
| 2020 | Final Frequency          | Esther Dahlset  | Coprotagonista       |
| TBA  | The Great Wall of Warren | Sara Jane       | En rodaje            |
| TBA  | Replica                  | Sandy           | En rodaje            |

### Televisión
| Año       | Película                   | Personaje         | Notas                                                                                              |
| --------- | -------------------------- | ----------------- | -------------------------------------------------------------------------------------------------- |
| 2004-2005 | Unfabulous                 | Tiffany           | "The Picture" (Temporada 1, Episodio 3) "The Little Sister" (Temporada 1, Episodio 11)             |
| 2006      | Zoey 101                   | Chica #2          | "Broadcast Views" (Temporada 2, Episodio 6)                                                        |
| 2006      | Entourage                  | Amanda            | "One Day in the Valley" (Temporada 3, Episodio 2)                                                  |
| 2006      | Hannah Montana             | Becca Weller      | "Miley, Get Your Gum" (Temporada 1, Episodio 2) "Oops! I Meddled Again" (Temporada 1, Episodio 11) |
| 2012      | The Inbetweeners           | Charlotte Allen   | "The Wrong Box" (Temporada 1, Episodio 4) "The Masters" (Temporada 1, Episodio 5)                  |
| 2013      | TMI Hollywood              | Anfitriona/Varios | "Halloween Bliss" (Temporada 3, Episodio 20)                                                       |
| 2015      | Hawaii Five-0              | Kaia              | "Ka Papahana Holo Pono" (Temporada 6, Episodio 4)                                                  |
| 2015      | Party Monsters             | Elizabeth         | Película para televisión                                                                           |
| 2017      | Killer Mom                 | Sydni Timmons     | Película para televisión                                                                           |
| 2017      | Blue & Green               | Tera              | Película para televisión                                                                           |
| 2020      | The Young and the Restless | Lindsay           | Estrella invitada (6 episodios)                                                                    |
| TBA       | Alive in Denver            | Por anunciarse    | Personaje principal, serie de televisión (Posproducción)                                           |

### Vídeos musicales
| Año  | Vídeo     | Personaje   | Intérprete                |
| ---- | --------- | ----------- | ------------------------- |
| 2013 | Love More | Chica rubia | Chris Brown & Nicki Minaj |